# بيومبا
بيومبا هي مدينة تقع في شمال رواندا تبعد حوالي 60 كم شمال العاصمة كيغالي.